# Rabah Saâdane
Rabah Saâdane (ur. 3 maja 1946 w Batnie) – algierski piłkarz i trener piłkarski.

## Kariera klubowa
Karierę piłkarską Rabah Saâdane rozpoczął w klubie MS Batna w 1964 roku. Z Batną wywalczył wicemistrzostwo Algierii 1965. W latach 1968–1969 występował w MO Constantine a w 1969–1971 w JS El Biar. W sezonie 1971-1972 występował w pierwszoligowym francuskim Stade Rennais. Ostatnim klubem w jego karierze była USM Blida, gdzie grał w latach 1972–1973.

## Kariera trenerska
Rabah Saâdane dotychczas pięciokrotnie prowadził reprezentację Algierii. Pierwszy raz 1981 roku. Drugi raz w latach 1984–1986. Wywalczył wówczas awans do Mistrzostw Świata 1986. Na Mundialu Algieria przegrała z reprezentacją Hiszpanii 0-3, reprezentacją Brazylii 0-1 oraz zremisowałą z reprezentacją Irlandii Północnej 1-1. Trzeci raz prowadził reprezentację Algierii w 1999, czwarty raz w latach 2003–2004 a po raz piąty w latach 2007-2010.
Obok pracy z reprezentacją Algierii Rabah Saâdane prowadził drużyny klubowe. W latach 1988–1989 był trenerem marokańskiego klubu Raja Casablanca. W latach 1989–1990 prowadził MC Algier, a 1999–2000 USM Algier. W 2007 roku doprowadził ES Sétif do zwycięstwa w Arabskiej Lidze Mistrzów. Obok pracy klubowej w 2004 roku krótko prowadził reprezentacje Jemenu.